# 棧橋通二丁目停留場

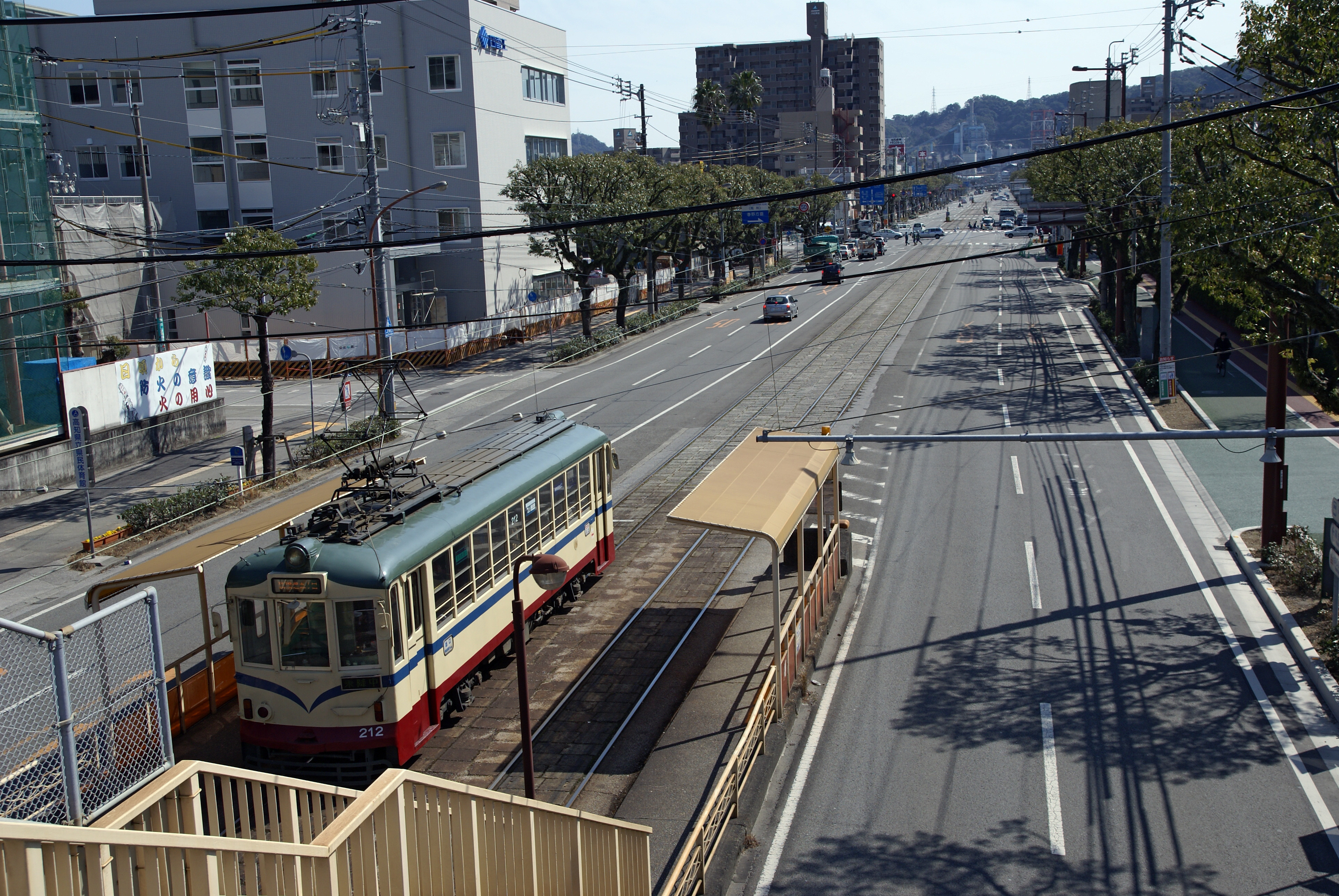
自行人天橋上俯瞰本站（2008年2月）

棧橋通二丁目停留場（日语：／ Sambashidori Ni-chōme teiryūjō */?），是位於高知縣高知市棧橋通二丁目，屬於土佐電交通棧橋線的電車站。

## 歷史
此站在1950年（昭和25年）得到啟用許可。當時的站名為棧橋通三丁目停留場（日语：／）。1955年（昭和30年），此站改名為棧橋通二丁目。同日電站南邊新設棧橋通三丁目停留場，而原本名為棧橋通二丁目的北邊電車站則改名為棧橋通一丁目停留場。
- 1950年（昭和25年）8月5日 - 土佐電氣鐵道棧橋通三丁目停留場得到啟用許可[1]。
- 1955年（昭和30年）6月20日 - 電車站改名為棧橋通二丁目停留場[1]。同時新的棧橋通三丁目停留場啟用[1]。
- 2014年（平成26年）10月1日 - 土佐電氣鐵道、高知縣交通（日语：高知県交通）和土佐電Dream Service（日语：土佐電ドリームサービス）合併，土佐電交通成立[3]。成為土佐電交通的電車站。

## 電車站構造
此站建在共用道路上，並設有2面2線的相對式乘車處。車站西邊為高知站前方向月台，東邊為棧橋方向月台。月台只有連接行人天橋一處出口。

## 電車站周邊
車站附近設有高知縣立高知工業高等學校和高知縣民體育館。
- 潮江市民圖書館
- 高知百石町郵局
- 高知市青年中心（日语：高知市青年センター）
- 高知縣道34号桂濱播磨屋線（日语：高知県道34号桂浜はりまや線）
- 「棧橋通二丁目」巴士站

## 相鄰電車站
土佐電交通
棧橋線
棧橋通一丁目－棧橋通二丁目－棧橋通三丁目

## 注腳
1. 1 2 3 4 5 6  土佐電鉄の電車とまちを愛する会. . JTB Can Books. JTB出版. 2006: 101・156–158頁. ISBN 4-533-06411-6 （日语）.
2. 1 2 3  今尾惠介（監修）. . 11 中国四国. 新潮社. 2009: 61. ISBN 978-4-10-790029-6 （日语）.
3. ↑  上野宏人. . 毎日新聞 (毎日新聞社). 2014-10-02 （日语）.
4. ↑  川島令三. . 【図説】 日本の鉄道. 第2巻 四国西部エリア. 講談社. 2013: 38・95頁. ISBN 978-4-06-295161-6 （日语）.
5. ↑  . 高知新聞社. 1998: 94. ISBN 4-87503-268-4 （日语）.